# Germânia Inferior
Germânia Inferior foi uma província do Império Romano localizada na margem ocidental do rio Reno, no território da atual Alemanha. De acordo com Ptolemeu (Geografia 2.9), a província abrangia a bacia do Reno desde a sua foz até a foz do Obringa, um rio que tem sido identificado como sendo ou o Aar ou o Mosela. Este território inclui a área do atual Luxemburgo, o sul dos Países Baixos, parte da Bélgica e parte da Renânia do Norte-Vestfália.

## Geografia e história
O exército da Germânia Inferior aparece nas inscrições tipicamente como EX.GER.INF. (Exercitus Germaniae Inferioris) e incluía diversas legiões, com o número variando de acordo com o período: destas, a I Minervia e a XXX Úlpia Victrix eram as mais que mais frequentemente estavam na Germânia. A frota Classis Germanica da marinha romana, encarregada de patrulhar o Reno e a costa Mar do Norte, estava baseada em Castra Vetera e, posteriormente, e Colônia Agripinense.
Os primeiros confrontos entre o exército romano e os povos da Germânia Inferior ocorreram ainda durante as Guerras Gálicas de Júlio César, que invadiu a região em 57 a.C. e, nos três anos seguintes, aniquilou diversas tribos, inclusive os eburões e os menápios, a quem ele chamou de "germânicos", mas que eram provavelmente celtas ou, pelo menos, celto-germânicas. A influência germânica (principalmente através dos tungros) aumentou durante o período romano, levando à assimilação completa de todas os celtas da região.
A Germânia Inferior já tinha assentamentos romanos em 50 a.C. e foi, a princípio, parte da Gália Bélgica; ela foi separada numa província separada por volta de 80 ou 83 e, posteriormente, tornou-se uma província imperial. Ela estava ao norte da Germânia Superior (o adjetivo "Inferior" é uma referência à posição no curso do Reno, equivalendo ao "baixo Reno") e as duas juntas compunham a Germânia Menor. 

## Cidades
Os principais assentamentos romanos na província eram Castra Vetera e a Colônia Úlpia Trajana (Xanten), Corióvalo (Heerlen), Albaniana (Alphen aan den Rijn), Lugduno dos Batavos (Katwijk), Fórum Adriano (Voorburgo), Úlpia Noviômago dos batavos (Nimegue), Trajeto (Utreque), Aduatuca dos Tungros (Tongeren), Bona e Colônia Agripinense (Colônia), a capital da província.

## Reforma de Diocleciano
Como se atesta na Notitia Dignitatum do início do século V, a província foi renomeada para Germânia Secunda (ou Germânia II) no século IV durante a reforma administrativa do imperador romano Diocleciano (r. 284–305) e passou a se subordinar à Diocese da Gália. Até o fim do controle romano, ela foi uma província fortemente militarizada habitada por cidadãos romanos e francos ripuários. Sua capital permaneceu sendo Colônia Agripinense, que também tornou-se a sede do bispo cristão encarregado da província eclesiástica que sobreviveu até a época da queda do Império Romano do Ocidente.
Depois que a região foi abandonada pelos romanos, acabou tornando-se a centro do Reino Franco.